# Wohn- und Wirtschaftsgebäude Barcheler Straße 18
Das Wohn- und Wirtschaftsgebäude Barcheler Straße 18 in der niedersächsischen Gemeinde Oerel, Ortsteil Barchel, wurde am Anfang des 19. Jahrhunderts gebaut. Aktuell (2025) wird es zum Wohnen genutzt.
Das Gebäude steht unter Denkmalschutz (siehe auch Liste der Baudenkmale in Oerel).

## Geschichte und Beschreibung
Oerel wurde erstmals 937 erwähnt und Barchel im 14. Jahrhundert. Beide Orte gehören zur heutigen Samtgemeinde Geestequelle im Landkreis Rotenburg (Wümme).
Das eingeschossige traufständige kleinere Wohn- und Wirtschaftsgebäude als Zweiständer-Hallenhaus, in Fachwerk mit Steinausfachungen, reetgedecktem Krüppelwalmdach, Fledermausgaube in Giebelwalm, Uhlenloch und der später verglasten Grooten Door wurde um 1800 gebaut. Der Wirtschaftsgiebel wurde wohl gegen 1900 massiv in Backstein ersetzt.
Das Landesdenkmalamt befand u. a.: „… ein regionstypisches Hallenhaus des 19. Jahrhunderts in Zweiständerkonstruktion ….“